# El blues del esclavo
«El blues del esclavo» es el título de una canción del grupo español de música pop Mecano. Este tema fue sexto y último sencillo que se extrae y publica del álbum Descanso dominical, se estrenó como sencillo oficial en todos los países de habla hispana a partir de 1989. La autoría está a cargo de José María Cano. De uno de los versos que compone la letra de esta canción es de donde sale el título del álbum ("Descanso dominical").
La canción nos habla sobre la esclavitud de los negros en los Estados Unidos; pero tratado el tema, aquí, con delicadeza y de una forma bastante humorística, presentando situaciones laborables y sociales un tanto inverosímiles, alejado de cómo en realidad sucedieron los hechos históricos a los que se hace referencia. El mismo José María hace una aclaratoria a cerca de este tema, para evitar herir susceptibilidades:

"El blues del esclavo" pretende ser una desfiguración humorística del hecho histórico del final de la esclavitud en EE. UU.: sin ninguna relación con las actuales reivindicaciones raciales de los negros, que respetamos profundamente como admiramos la figura de Martin Luther King. (sic)
 Insert de letras y créditos incluido en el LP "Descanso dominical".

Esta canción fue publicada en tres versiones básicamente:
- La versión original, llamada en el álbum como "Versión Tango" (4 minutos y 36 segundos), que hay que aclarar que no es ni blues ni tango... Solo que los teclados simulan sonoridades propias del arrabal porteño.
- Para el sencillo publicado en Francia (Versión edit o versión mediana) esta canción fue editada y se le agregó un efecto de fade-out[1] después que se repite por segunda vez el estribillo, con lo que la canción queda obviamente más corta: 3 minutos y 40 segundos.
- Para el sencillo a ser publicado en México (Versión corta), la canción fue editada mucho más, ya que la canción quedó mucho más corta que la versión para Francia o la versión original: 3 minutos y 11 segundos.

## La carátula del sencillo
El diseño de la portada del sencillo es más bien bastante austero, muy simple y si se quiere, de aspecto severo. La fotoportada es una fotografía del rostro de Martín Luther King; pero con efecto de "Dibujo incompleto", es decir, las líneas que demarcan el rostro de Martín quedan interrumpidas en algunas partes, con lo cual, a primera vista no es fácil identificar al personaje...
La paleta de colores de la portada está diseñada en un esquema de negro sobre negro: Martín Luther King aparece en un tono de negro muy oscuro y el resto de la foto está en un negro claro, como si estuviese descolorido por el Sol. Sobre el rostro de Luther King aparece la palabra "MECANO" escrita toda en mayúsculas y el nombre completo de la canción con su coletilla entre paréntesis aclarando el tipo de versión ("El blues del esclavo" (Versión tango) ) en una tipografía Curier New, es decir, en el tipo de letra que tiene la apariencia similar a la de una máquina de escribir.
En la parte inferior de la carátula, aparece la siguiente cita del propio Luther King:

"He tenido un sueño. He soñado que un día sobre las rojas colinas de Georgia los hijos de los primeros esclavos y los hijos de sus dueños podían sentarse en una sola mesa como lo hacen los hermanos."
 Imagen de la portada del sencillo: "El blues del esclavo" (Versión tango). Edición para España.

Este mismo sencillo tuvo otras portadas diferentes en las ediciones para otros países.

## Lista de canciones
Canciones de las diferentes ediciones en que se publicó éste sencillo:
Sencillo: "El blues del esclavo" (versión tango) Edición publicada para España.
Portada en color negro, con el dibujo de la cara de Martin Luther King.

Lado A: "El blues del esclavo" (versión tango) / 4:36.
Lado B: "Héroes de la Antártida".
Sencillo: "El blues del esclavo" (versión mediana) Edición publicada para Francia.
Foto-portada con José María, Ana Torroja y Nacho Cano.

Lado A: "El blues del esclavo" (versión tango) (radio edit Francia) / 3:40.
Lado B: "Los amantes".
sencillo-Promo: "El blues del esclavo" (versión corta) Edición publicada para México.

Lado A: "El blues del esclavo" (versión tango) (radio edit México) / 3:11.
Lado B: "El blues del esclavo" (versión tango) / 4:36.

## Versiones de otros artistas
- Yolandita Monje ha interpretado esta canción en algunas presentaciones en directo durante su temporada de conciertos en El Centro de Bellas Artes, 1989.
- Aleks Syntek ha interpretado esta canción para el disco Descanso Dominical: Tributo a Mecano, del 2019

## Posicionamiento en listas
| Lista (1989)      | Mejor posición |
| ----------------- | -------------- |
| El Salvador (UPI) | 6              |
| México (UPI)      | 3              |
| Venezuela (UPI)   | 8              |